# Papa Félix I
Papa Félix (em latim: Felix; ? — 274) foi eleito papa em 5 de Janeiro de 269, permanecendo no Trono de São Pedro até o dia 30 de Dezembro de 274, sucedendo Papa Dionísio. Santo da Igreja Cristã, nasceu em Roma, sendo as informações sobre sua vida poucas e confusas.
Interveio na questão da deposição de Paulo de Samósata, condenado por suas doutrinas trinitárias e cristológicas no Sínodo de Antioquia (268). O Liber Pontificalis atribui-lhe um decreto com que se autorizava a celebração da missa sobre os túmulos dos mártires.
Juntou-se aos fiéis nas catacumbas, para escapar à perseguição do Imperador Aureliano. Iniciou o sepultamento dos mártires sob o altar e a celebração da missa sobre seu túmulos. Segundo a tradição, o papa de número 26 teria morrido martirizado em 30 de dezembro de 274, sepultado na Catacumba de São Calisto, na Via Ápia, e sucedido por São Eutiquiano (275-283).